# Моите приятели Тигъра и Мечо Пух
„Моите приятели Тигъра и Мечо Пух“ (на английски: My Friends Tigger & Pooh) е американски компютърно анимиран сериал, който се излъчва по Disney Channel като част от блока Playhouse Disney, и е вдъхновен от „Мечо Пух“ от Алън Милн. Сериалът е разработен от Disney Television Animation, а изпълнителен продуцент е Брайън Холфелд. Сериалът се излъчва от 12 май 2007 г. до 9 октомври 2010 г. в Съединените щати.

## Актьорски състав
- Клоуи Грейс Морец – Дарби
- Дий Брадли Бейкър – Бъстър
- Джим Къмингс – Мечо Пух/Тигъра
- Травис Оутс – Прасчо
- Питър Кълън – Ийори
- Кен Самсън – Зайо
- Кат Суси – Кенга
- Макс Бъркхолдър – Ру
- Струън Ерлънборн – Кристофър Робин
- Оливър Дилън – Слонбалон
- Бренда Блитън – Майка Слонбалон
- Тара Стронг – Таралеж и лисица
- Роб Полсън – Миеща мечка
- Джеймс Арнолд Тейлър – Скункс
- Сидни Сейлър – Опосум

## Производство и излъчване
Разработен от Walt Disney Animation Television с анимация от японската компания Polygon Pictures, сериалът е изпълнително продуциран и създаден от Брайън Холфелд. Премиерата на сериала се излъчва по Disney Channel в блока на Playhouse Disney на 12 май 2007 г. Сериалът е подновен за втори сезон през юни 2007 г. Също така е подновен за трети сезон, съдържащ 35 епизода през март 2008 г.

## В България
В България сериалът започна излъчване на 11 януари 2009 г. по БНТ 1, като се излъчва всяка неделя, а българския дублаж е обработен от главна редакция „Кино“. Ролите се озвучават от Даниела Горанова, Тодор Георгиев, Любомир Младенов и Иван Райков.
През есента на 2009 г. започна повторно излъчване по Disney Channel, като е взет дублажа от БНТ 1. По-късно излъчването е вече със синхронен дублаж, записан в студио „Александра Аудио“. В него участват Кирил Кавадарков и Георги Тодоров.